# Harvest Moon: Back To Nature
Harvest Moon: Back To Nature (Japans: 牧場物語 ハーベストムーン) is een computerspel dat werd ontwikkeld en uitgegeven door Victor Interactive Software. Het spel kwam in 1999 uit voor de Sony PlayStation. Later volgde ook releases voor andere platforms. Het spel gaat over jonge man die een boerderij heeft geërfd van zijn groot vader. Inmiddels is zijn grootvader er drie jaar niet meer en de boerderij is flink verwaarloosd. De dorpelingen hebben drie jaar de tijd gegeven om orde op zaken te stellen. De speler moet niet alleen maar aan zijn boerderij werken want er moe ook een meisje gevonden en getrouwd worden. Het speelveld wordt isometrisch weergegeven.

## Platforms
| Jaar | Platform           |
| ---- | ------------------ |
| 1999 | PlayStation        |
| 2008 | PSP, PlayStation 3 |
| 2012 | PS Vita            |

## Ontvangst
| Beoordeeld door        | Platform    | Datum            | Score |
| ---------------------- | ----------- | ---------------- | ----- |
| GameSpot               | PlayStation | 15 december 2000 | 83%   |
| GamePro (USA)          | PlayStation | 25 januari 2001  | 80%   |
| Absolute Playstation   | PlayStation | 2001             | 79%   |
| IGN                    | PlayStation | 27 november 2000 | 75%   |
| 4Players.de            | PlayStation | 20 juni 2001     | 75%   |
| Game Informer Magazine | PlayStation | december 2000    | 70%   |
| Super Play             | PlayStation | juli 2001        | 70%   |
| All Game Guide         | PlayStation | 2000             | 70%   |
| PSM                    | PlayStation | januari 2001     | 70%   |
| Game Informer Magazine | PlayStation | december 2000    | 68%   |